# Cobalt-2-ethylhexanoat
Cobalt-2-ethylhexanoat ist eine chemische Verbindung des Cobalts aus der Gruppe der Carbonsäuresalze.

## Gewinnung und Darstellung
Cobalt-2-ethylhexanoat kann durch Reaktion von Cobalt mit 2-Ethylhexansäure gewonnen werden.

## Eigenschaften

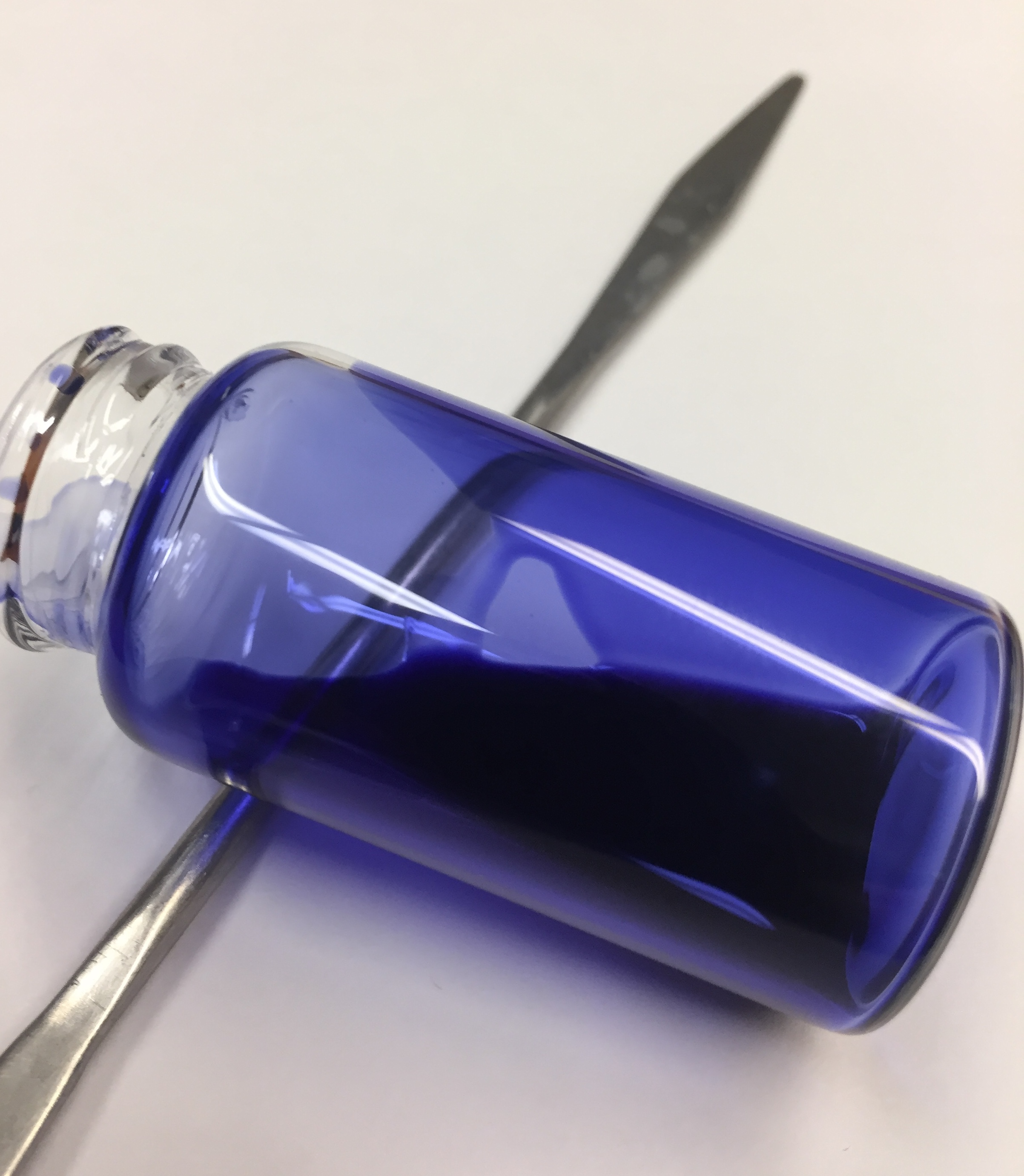
65-prozentige Lösung von Cobalt-2-ethylhexanoat

Cobalt-2-ethylhexanoat ist ein wachsartiger violetter bis dunkelblauer Feststoff, der löslich in Wasser ist. Er zersetzt sich bei Erhitzung über 64–84 °C.

## Verwendung
Cobalt-2-ethylhexanoat wird als Polymerisationsbeschleuniger verwendet und ist u. a. Bestandteil von Holzölen.